# كارول كاي
كارول كاي (بالإنجليزية: Carole Kai)‏ هي موسيقية أمريكية، ولدت في 28 أكتوبر 1944.

## وصلات خارجية
- كارول كاي على موقع IMDb (الإنجليزية)